# Cyrtophora unicolor
Cyrtophora unicolor är en spindelart som först beskrevs av Carl Ludwig Doleschall 1857.  Cyrtophora unicolor ingår i släktet Cyrtophora och familjen hjulspindlar. Inga underarter finns listade i Catalogue of Life.